# Viatcheslav Vsevolodovitch Ivanov
Pour les articles homonymes, voir Viatcheslav Ivanov (homonymie) et Ivanov.
Viatcheslav Vsevolodovitch Ivanov (en russe : Вячесла́в Все́володович Ива́нов ; né le 21 août 1929 à Moscou et mort le 7 octobre 2017 dans la même ville) est un linguiste soviétique puis russe, spécialisé dans l'étude des langues indo-européennes.

## Biographie
Viatcheslav Vsevolodovitch Ivanov est le fils de l'écrivain Vsevolod Ivanov.
Foreign fellow de la British Academy depuis 1977, il est connu pour sa « théorie glottalique indo-européenne », et pour avoir proposé de situer la région où se sont différenciés les premiers Indo-Européens sur le haut-plateau arménien et autour du lac d'Ourmia, en Iran.
Après la dislocation de l'URSS, il a été élu membre de l'Académie des sciences de Russie et a pu partager sa vie entre Moscou, où il enseigna à l'université d'État des sciences humaines de Russie, et Los Angeles, où il donna des cours à l'université de Californie. Il a aussi été professeur à l'université Stanford et l'université Yale.
Il était membre de la British Academy, de l'Académie américaine des Arts et des Sciences, de la Société linguistique d'Amérique, de la Société philosophique américaine, de l'Académie lettonne des sciences et de l'Académie croate des Arts et des Sciences.
Il est également auteur de poésies, et a publié plusieurs volumes de mémoires, dont deux concernant ses amitiés avec Boris Pasternak et Anna Akhmatova.

## Quelques publications
- Le sanskrit, éd. de l'académiedes sciences de l'URSS, dépt. de littérature orientale, Moscou 1968.
- Indo-European and the Indo-Europeans: A reconstruction and historical analysis of a proto-language and a proto-culture en 2 vol., éd. Mouton de Gruyter, Berlin et New York, vol.1: 1994, vol.2: 1995.
- avec Thomas Gamkrelidze, “The ancient Near East and the Indo-European question: Temporal and territorial characteristics of Proto-Indo-European based on linguistic and historico-cultural data”, in : Journal of Indo-European Studies, vol. 13, n° 1–2 (1985), pp. 3–48, et “The migrations of tribes speaking Indo-European dialects from their original homeland in the Near East to their historical habitations in Eurasia”, in : Journal of Indo-European Studies, vol. 13, n° 1–2 (1985), pp. 9–91.
- avec Thomas Gamkrelidze, “The Early History of Indo-European Languages”, in : Scientific American, vol. 262, n° 3 (mars 1990), pp. 110-116.
- The archives of the Russian Orthodox Church of Alaska, Aleutian and Kuril Islands (1794—1912): An attempt at a multisemiotic society, Library of Congress, Washington 1996-1997.
- avec Ilya Verkholantseva et al., Speculum Slaviae Orientalis : Muscovy, Ruthenia and Lithuania in the late Middle Ages, ed. Novoe izdatel'stvo, Moscou 2005.
- en collaboration, Studies in the typology of Slavic, Baltic and Balkan languages: with primary reference to language contact, ed. Aleteya, St. Petersbourg 2013.
- avec V. N. Toporov, Encyvlopédie des mythologies, ed. IASK (Iazyki slavianskikh kulʹtur), Moscou 2014.
- “Cultural-historical theory and semiotics”, in A. Yasnitsky, R. Van der Veer & M. Ferrari (Eds.), The Cambridge handbook of cultural-historical psychology (488-516), Cambridge University Press 2014.

## Dans la littérature
Alexandre Soljenitsyne dans son livre Le chêne et le veau rapporte ces propos de Viatcheslav Vsevolodovitch Ivanov : « Viatcheslav Vsevolodovitch Ivanov arriva lui aussi à cette conclusion, bien que sa propre vie lui eût offert un matériau tout autre. Il la formule ainsi : « Il y a un sens mystique dans de nombreuses vies, mais tous n'en ont pas conscience. Ce sens nous est donné le plus souvent dans un langage chiffré et nous, faute de l'avoir déchiffré, nous nous désespérons de ce que notre vie n'a pas de sens. La réussite d'une existence tient souvent à ce que la personne concernée a su décrypter le chiffre qui lui était échu, qu'elle l'a compris et qu'elle a appris à suivre sa juste route ».